# Lavoir de Fréchet-Aure
 (août 2017).
Si vous disposez d'ouvrages ou d'articles de référence ou si vous connaissez des sites web de qualité traitant du thème abordé ici, merci de compléter l'article en donnant les références utiles à sa vérifiabilité et en les liant à la section « Notes et références ».
Le lavoir de Fréchet-Aure est un lavoir situé à Fréchet-Aure, dans le département des Hautes-Pyrénées.

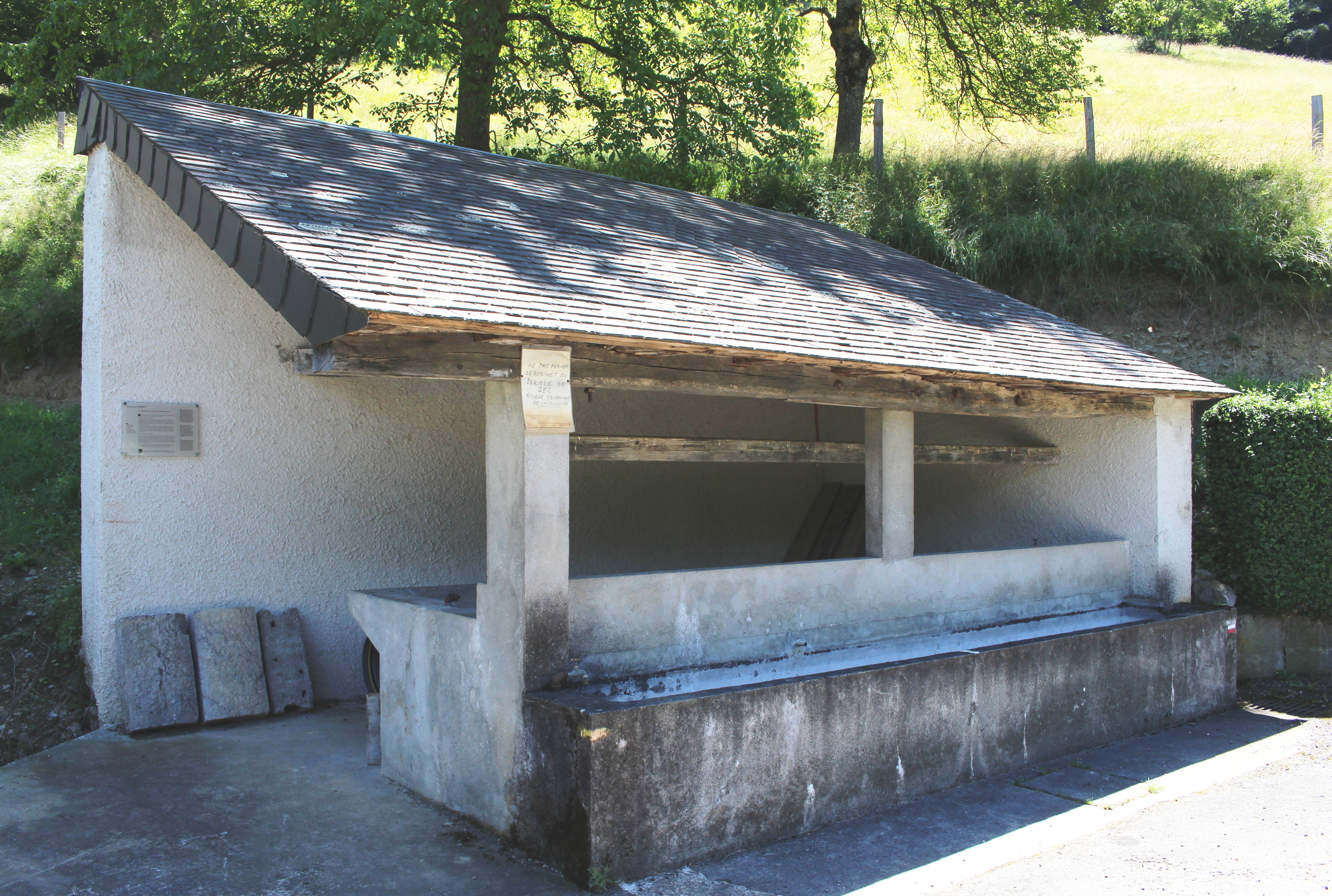

## Localisation
Le lavoir est situé dans le département français des Hautes-Pyrénées, sur la commune de Fréchet-Aure au sud du village sur la petite place. La fontaine et le lavoir sont insérés dans la pente.

## Description
Le lavoir de Fréchet-Aure est un édifice rectangulaire à toiture à une pente.
Sous la charpente, une poutre majestueuse suspendue par des barres métalliques permet d’étendre le linge.
Sur sa face avant, un bassin sert d’abreuvoir pour les troupeaux.

Le bassin est alimenté par le ruisseau de la Hount (source).

## Historique
Le lavoir actuel en béton fut réalisé vers 1950, Pierre Bazerque (1890-1952) étant maire de Fréchet-Aure. Ce lavoir en remplace un plus ancien, constitué de simples dalles d'ardoise sur lesquelles les femmes frappaient le linge.